# Lucille George-Wout

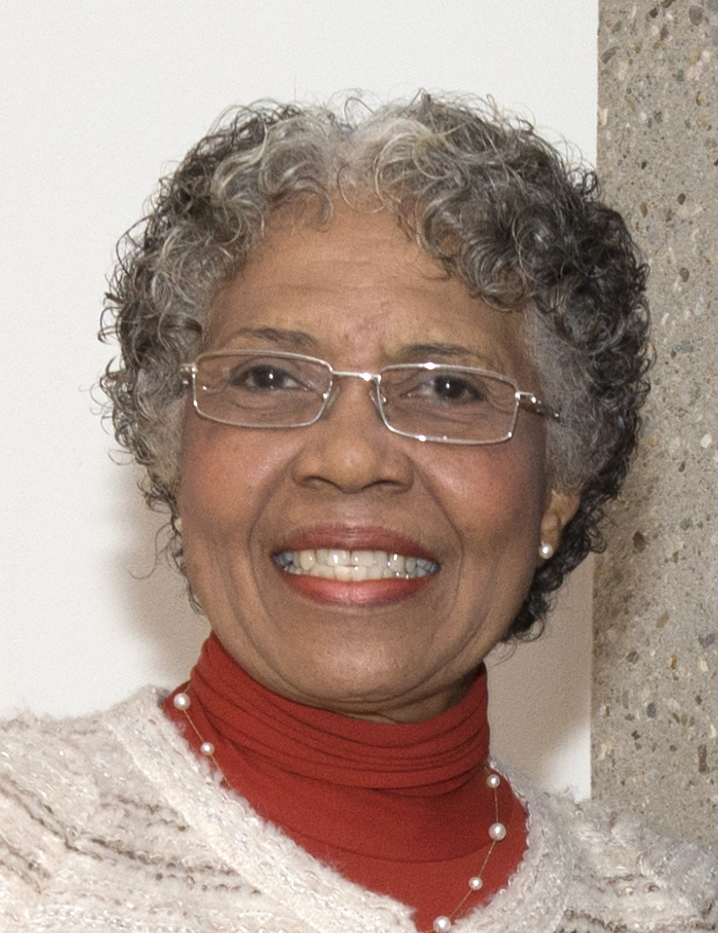
Lucille George-Wout (2014)

Lucille Andrea George-Wout (* 26. Februar 1950 auf Curaçao) ist eine niederländische Politikerin und seit 2013 Gouverneurin von Curaçao (Königreich der Niederlande).

## Biografie
George-Wout studierte nach ihrem Schulabschluss in Willemstad an der katholischen Sozialakademie in Sittard. Im Anschluss an eine Ausbildung als Jugend- und Sozialarbeiterin kehrte sie in ihre Heimat zurück, wo sie ab 1971 in verschiedenen Funktionen im Bereich Jugend- und Familienarbeit tätig wurde. 1979 wurde sie Mitglied in der Partido MAN, für die sie zwischen 1980 und 1984 sowie zwischen 1986 und 1990 im Inselrat von Curaçao saß. In den Jahren 1980 bis 1984 und 1986 bis 1988 vertrat sie außerdem Curaçao als Abgeordnete der Staten van de Nederlandse Antillen, dem Parlament der damaligen Niederländischen Antillen. Hier befasste sie sich schwerpunktmäßig mit Themen wie Finanz- und Sozialpolitik sowie Wohnungsbau.
Nach einem Bruch innerhalb der MAN zog sie sich zunächst für einige Zeit aus der Politik zurück. 1993 gehörte sie zu den Mitbegründern der Partido Antiá Restrukturá (PAR), als deren Mitglied sie 1994 die erste weibliche Parlamentsvorsitzende der Staten van de Nederlandse Antillen wurde. Des Weiteren hielt sie zwischen 1994 und 1998 den Posten der Sprecherin des Parlaments. In der Folge übernahm sie 1999 einen Kabinettsposten als Ministerin für Arbeit und Soziales, den sie bis 2001 behielt.
Nach dem Rücktritt von Gouverneur Frits Goedgedrag im November 2012 begann die Suche nach Kandidaten für dessen Nachfolge. Diese sollten idealerweise weiblich und in der Lage sein, zwei volle Amtszeiten von jeweils sechs Jahren zu dienen. George-Wout galt als aussichtsreichste von zehn möglichen Kandidatinnen und wurde schließlich auch von Ronald Plasterk, dem niederländischen Minister für Inneres und Überseegebiete, für den Posten nominiert. Nach der Bestätigung durch den Ministerrat des Königreich der Niederlande trat sie ihre erste Amtszeit zum 4. November 2013 an.